# Goudvink
De goudvink (Pyrrhula pyrrhula) is een zangvogel uit de familie van de vinkachtigen (Fringillidae) en komt voor in Europa en de gematigde delen van Azië. Het is een gedrongen vogel met een opvallend verenkleed. Het mannetje is van het vrouwtje te onderscheiden aan zijn felgekleurde rozerode onderzijde. Deze is bij het vrouwtje aanzienlijk valer gekleurd. De vogels vormen gewoonlijk in de herfst al broedkoppels en blijven dan tot het einde van de broedperiode bij elkaar.

## Veldkenmerken
De goudvink is een gedrongen vinkensoort. Een volwassen vogel heeft een lichaamslengte van 14 à 15 centimeter en een vleugelspanwijdte van 22 tot 29 centimeter. De noordse goudvink (P. p. puyrrhula) is een ondersoort die met een maximale lichaamslengte van 17,5 centimeter aanzienlijk groter is.
De goudvink heeft een relatief grote kop en geen duidelijk te onderscheiden nek. De bovenrand van de korte zwarte snavel loopt in één lijn met het voorhoofd. De goudvink heeft korte afgeronde vleugels en een rechthoekige staart.

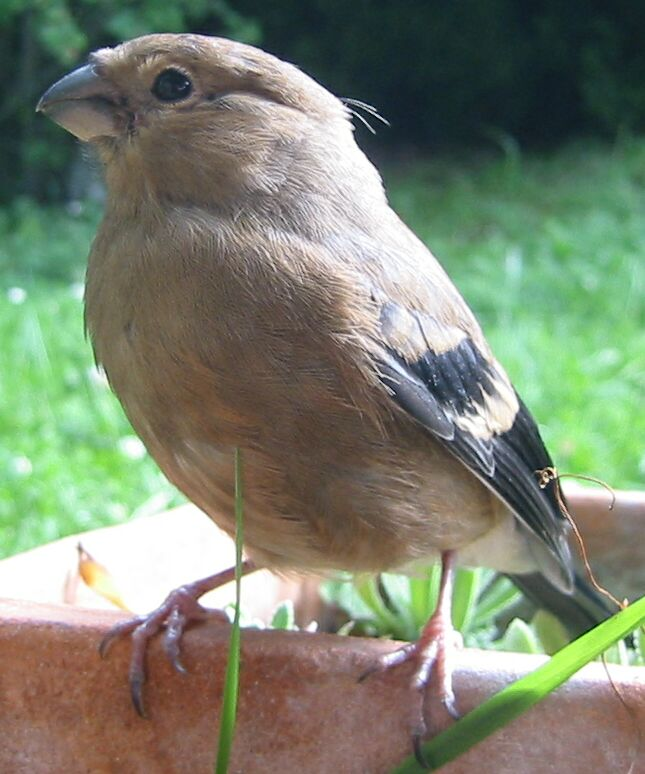
De juveniel is net als het vrouwtje vaal gekleurd, maar mist de zwarte kopkap

De kopkap en kin van de goudvink zijn zwart gekleurd, net als de staart en de handpennen. De vogel heeft witte vleugelbanden en een witte stuit en anusstreek. Het grootste deel van het verenkleed verschilt echter bij het mannetje en het vrouwtje. Het mannetje heeft een blauwgrijze mantel en schouderpartij en een rozerode onderzijde. Bij het vrouwtje zijn de mantel en schouders bruingrijs en is het achterhoofd grijzer gekleurd. De onderzijde is aanzienlijk valer gekleurd en heeft slechts een roze zweem. Bij de noordse goudvink zijn bij het mannetje de blauwgrijze delen lichter grijs en de onderdelen helderder roze. Het vrouwtje van deze ondersoort heeft grijzere bovendelen.
Het verenkleed van de juveniel lijkt voor het grootste deel op dat van het vrouwtje. Hij mist echter de zwarte kopkap en kin; de kop heeft dezelfde kleur als de vaalroze onderzijde.
De goudvink ruit tussen juli en oktober. In tegenstelling tot de meeste andere vinken kent het mannetje geen duidelijk te onderscheiden zomer- en winterkleed.

## Gedrag en levenswijze

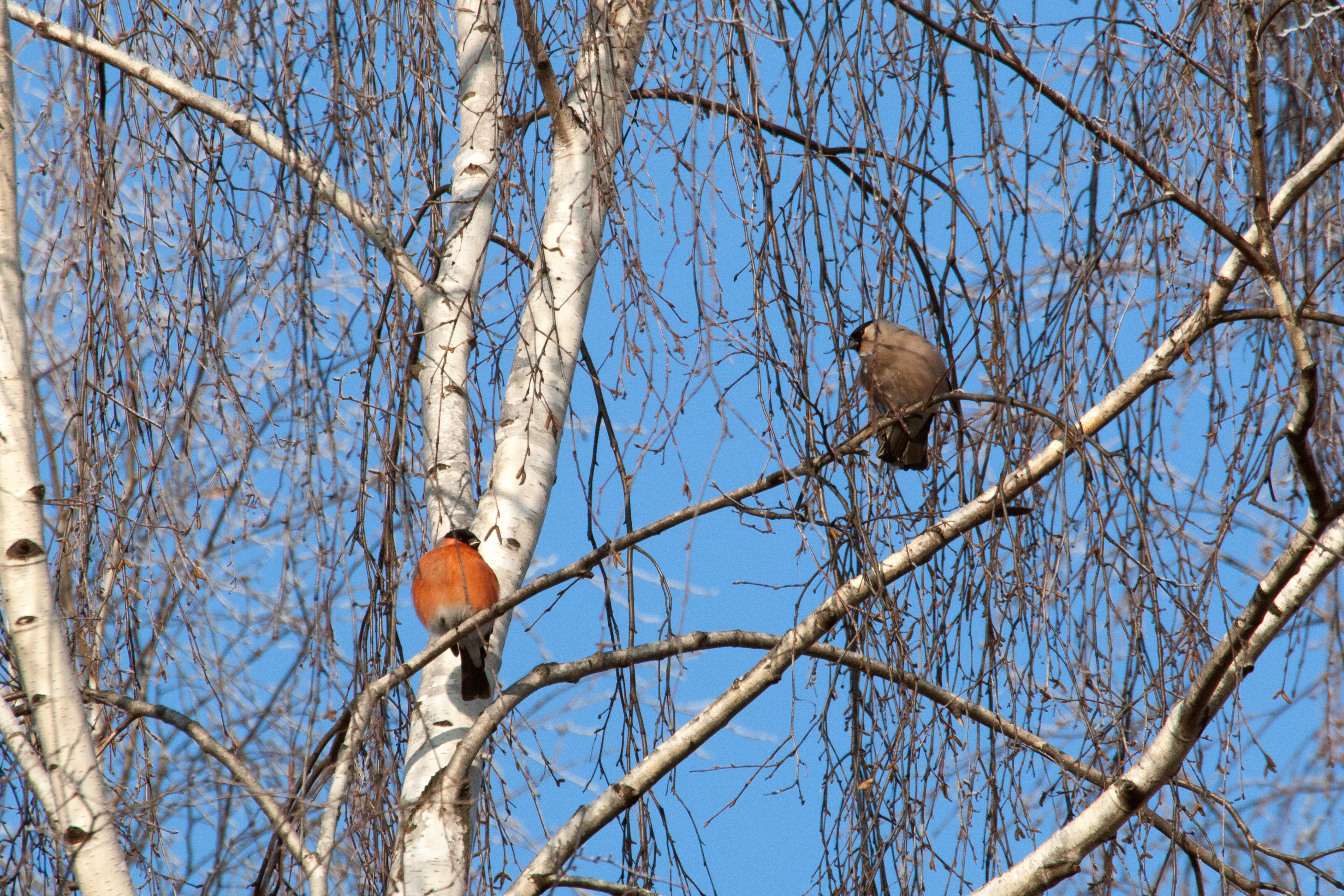
Een koppel goudvinken in Łódź (Polen)

De goudvink kan in het veld worden herkend aan zijn typische verenkleed en zijn golvende vlucht. Het is geen schuwe vogel. Door het imiteren van zijn roep kan hij vaak dichterbij worden gelokt.
Anders dan de meeste vinken vormen goudvinken geen grote groepen buiten het broedseizoen. Gewoonlijk bevindt de goudvink zich in gezelschap van de partner of familieleden. In de winter zwerven goudvinken rond op zoek naar voedsel en foerageren zij regelmatig met andere vogels.

### Geluid
De roep van de goudvink klinkt als een zacht, klagend en licht aflopend diu diu. De zang is een zacht fluiten, regelmatig onderbroken door trillers en krassende geluiden. Tijdens het zingen wipt de staart vaak op en neer.
- Zang en roepgeluiden

### Voedsel
Een volwassen goudvink voedt zich vrijwel uitsluitend met plantaardig voedsel. Hij heeft net als de haakbek (Pinicola enucleator) een afgeronde snavel, geschikt voor knoppen en bessen. De eetgewoonten van deze twee vogels komen dan ook overeen, al voedt de goudvink zich doorgaans met kleiner voedsel. Hij lijkt een voorkeur te hebben voor knoppen van pruimenbomen en esdoorns en de zaden van esdoorn en brandnetels. In het najaar eet de goudvink vooral veel bessen, zoals lijsterbessen en bramen.

## Voortplanting en ontwikkeling
Meestal vormen goudvinken reeds in de herfst broedkoppel. Ze blijven de gehele winter bij elkaar en zoeken vanaf maart een geschikte nestplaats.
Het platte nest wordt gebouwd in een boom of struik, vaak op een hoogte van ongeveer twee meter. De buitenzijde bestaat uit kleine takken en eventueel mos. De binnenzijde wordt gevoerd met fijn materiaal, zoals vachtharen en (dons)veren.
De broedperiode loopt van april tot juli, waarin doorgaans twee broedsels worden grootgebracht. Een legsel bestaat meestal uit vier à vijf eieren, soms zes en zelden zeven. Ze zijn lichtblauw met donkere stippen en meten gemiddeld negentien bij veertien millimeter.
De eieren worden in twaalf tot veertien dagen door het vrouwtje uitgebroed. Het mannetje zorgt in deze periode voor voedsel. De jongen worden door beide ouders gevoerd met plantaardig voedsel en insecten. Na twaalf tot zestien dagen vliegen ze uit. Tussen de 20e en 24e dag na het uitkomen beginnen zij zelf voedsel te zoeken en na 35 dagen zijn ze zelfstandig.

## Verspreiding en leefgebied
Het verspreidingsgebied van de goudvink beslaat het grootste deel van Europa en de gematigde delen van Azië. De goudvink is in het grootste deel van dit gebied een standvogel, maar veel noordelijke populaties migreren 's winters naar het zuiden. In Europa ontbreekt de goudvink in het zuiden van het Iberisch Schiereiland, Zuid-Italië, Zuid-Griekenland en delen van Scandinavië.
De goudvink is in een groot deel van zijn omvangrijk verspreidingsgebied een talrijke broedvogel. De soort staat daarom als 'Niet Bedreigd' (LC of Least Concern) geklasseerd op de Rode Lijst van de IUCN.

### Habitat
De goudvink broedt in gemengde bossen en parken, mits er genoeg coniferen zijn. Gedurende de rest van het jaar komt hij voor in allerlei typen habitats met dichte ondergroei, zoals struiken en jonge (naald)bomen.

### Status in Nederland en Vlaanderen
In België en Nederland is de ondersoort Pyrrhula pyrrhula europoea een vrij algemene standvogel. In de maanden februari tot april en september tot oktober komt hij hier bovendien als doortrekker voor. De Noordse goudvink (P. P. pyrrhula) komt er in oktober tot maart voor als onregelmatige wintergast en doortrekker.
In de periode 1979 tot en met 1985 waren er in zeven jaar tijd ongeveer 17.500 broedparen geteld in Nederland. In de daaropvolgende periode breidde de goudvink zijn areaal hier gedeeltelijk uit, zoals in gemengde bossen in Flevoland. In andere Nederlandse gebieden was er echter een sterke achteruitgang. Van 1990 tot 2016 steeg volgens SOVON het totale aantal broedparen jaarlijks met vijf procent. Rond 2007 broedden er ongeveer 8000 paar in Nederland.
In Vlaanderen gaat het minder goed met de goudvink. De soort staat op de Vlaamse Rode Lijst als 'Bedreigd'.

## Taxonomie
De goudvink werd door de Zwitserse natuuronderzoeker Conrad Gesner beschreven in zijn werk Historiae animalium, waarvan deel 3, over de vogels, in 1585 verscheen. Hij hanteerde de naam pyrrhula, een latinisering van purrhoulas, een door Aristoteles gebezigde naam die 'worm etende vogel' betekent.
In 1758 publiceerde Carl Linnaeus in Systema naturae de wetenschappelijke naam Loxia pyrrhula voor de goudvink. Hiermee schaarde hij hem onder hetzelfde geslacht als de kruisbek (Loxia curvirostra). Tegenwoordig wordt de goudvink in het geslacht Pyrrhula geplaatst, samen met zes andere soorten die qua lichaamsbouw overeenkomen. De haakbek is genetisch aan deze groep verwant.

### Ondersoorten
Er worden tien ondersoorten onderscheiden, waarvan enkele ter discussie staan:
- P. p. pyrrhula (Noordse goudvink): van noordelijk, het zuidelijke deel van Centraal-en oostelijk Europa tot centraal Siberië
- P. p. caspica: Azerbeidzjan en noordelijk Iran
- P. p. cassinii: oostelijk Siberië
- P. p. cineracea: van westelijk Siberië en noordoostelijk Kazachstan tot oostelijk Siberië en noordoostelijk China
- P. p. europaea: westelijk Europa
- P. p. griseiventris: de Koerilen en noordelijk Japan
- P. p. iberiae: zuidwestelijk Frankrijk en het noordelijk Iberisch Schiereiland
- P. p. pileata: de Britse Eilanden
- P. p. rosacea: Sachalin
- P. p. rossikowi: noordoostelijk Turkije en de Kaukasus

Ondersoorten
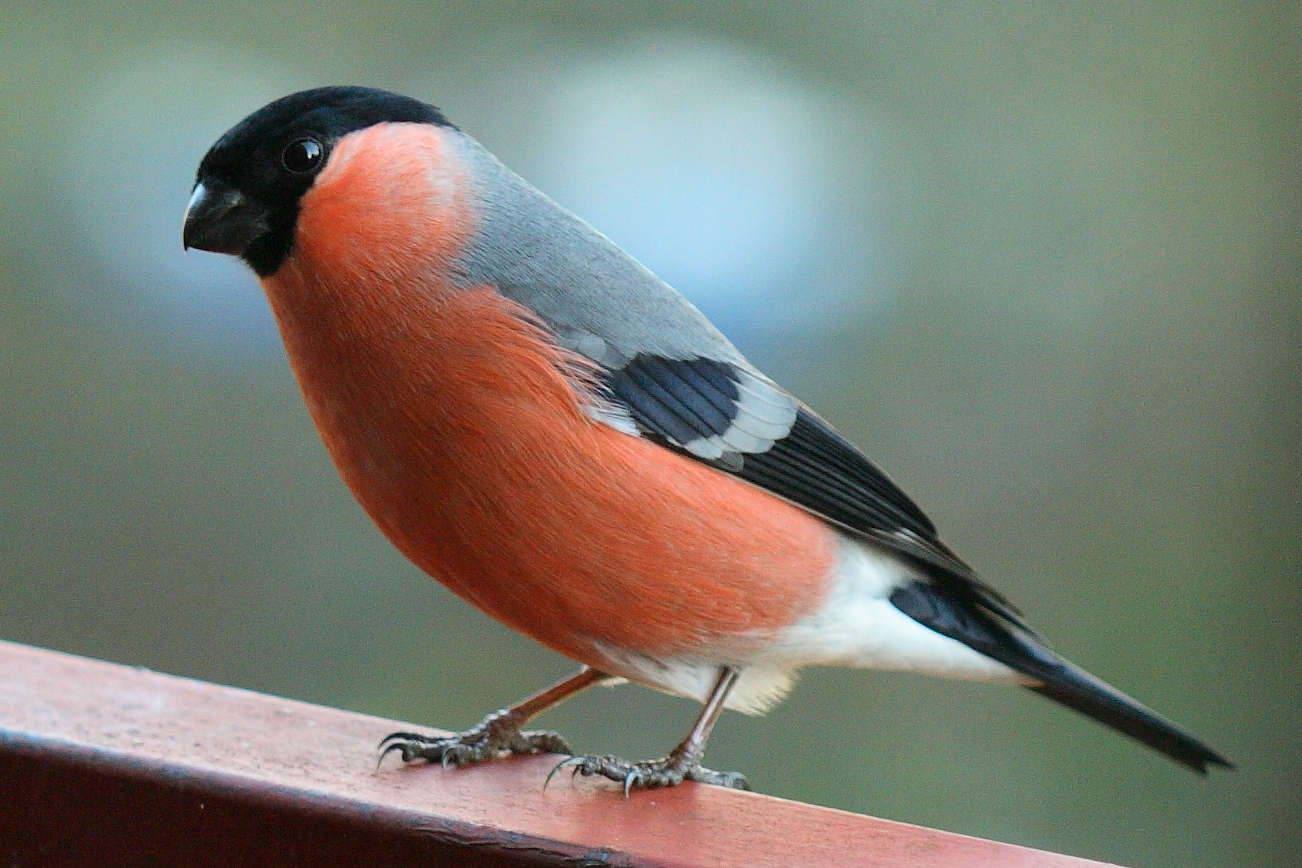
P. p. europoea
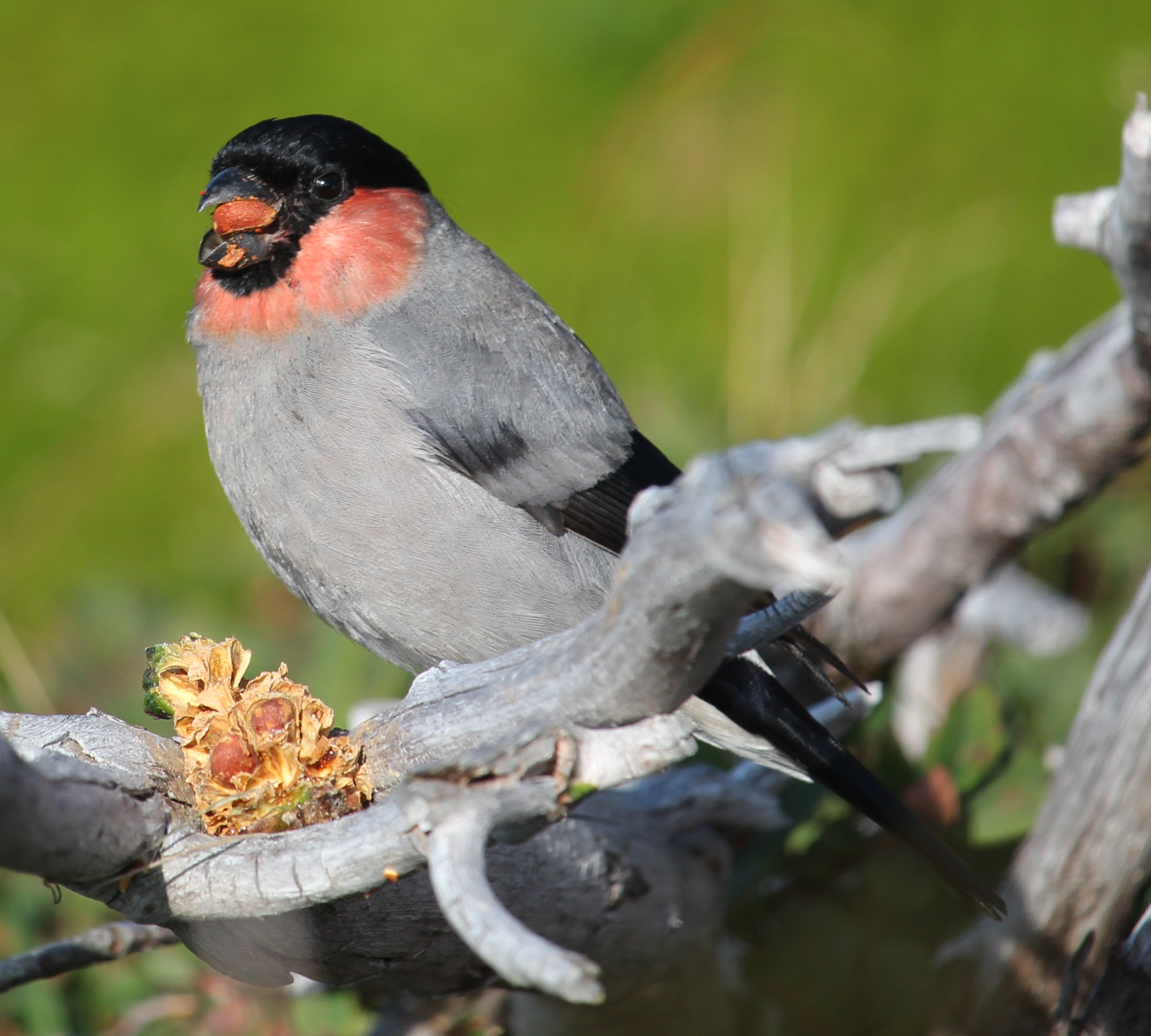
P. p. griseiventris
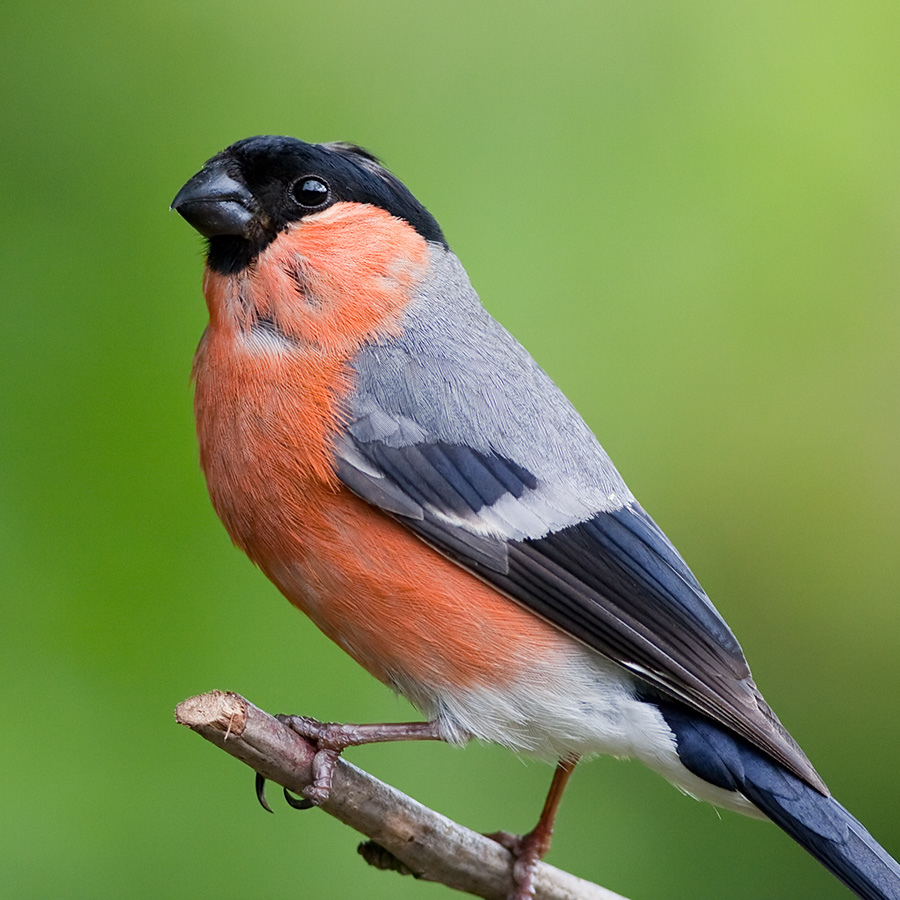
P. p. pileata
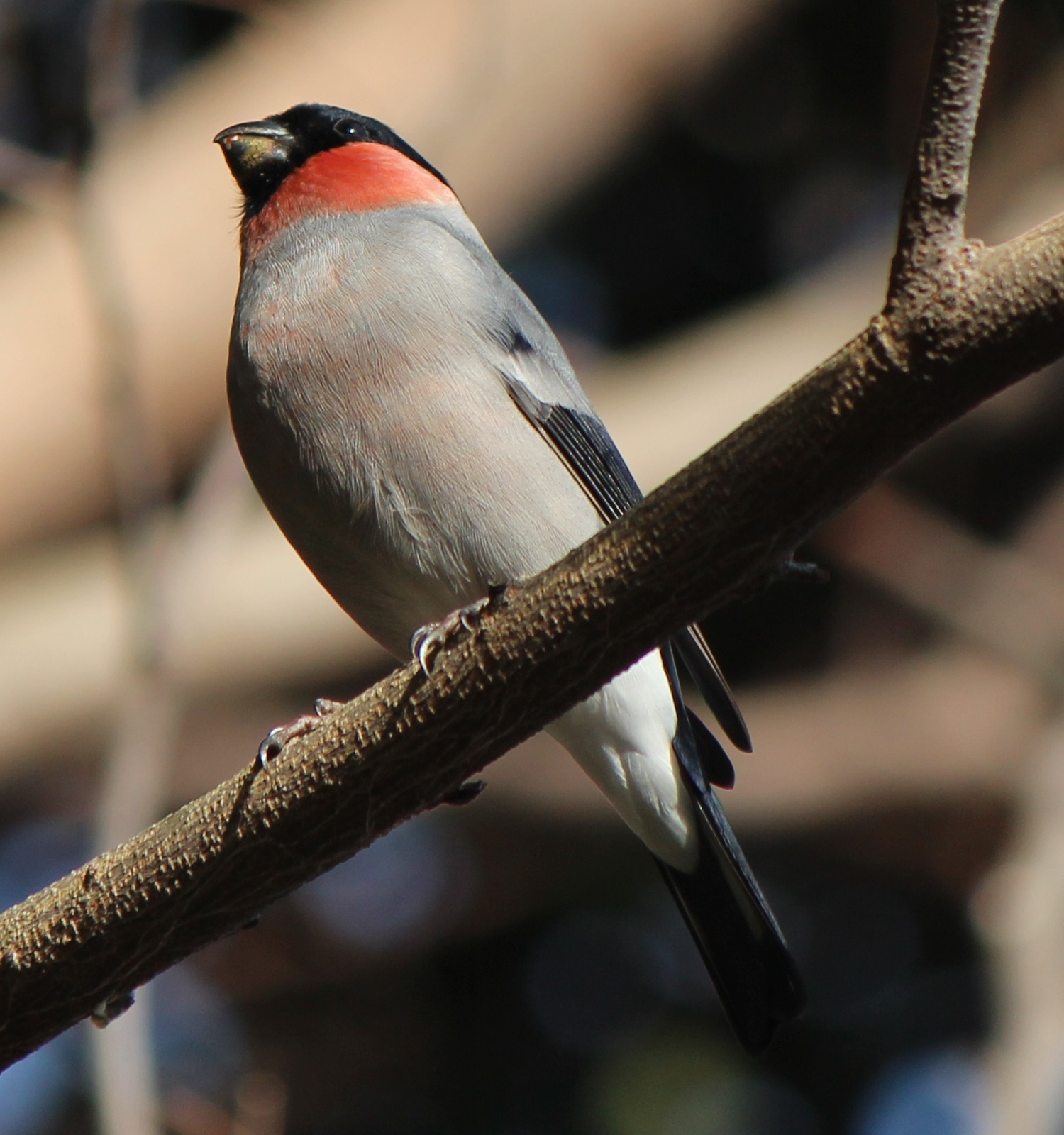
P. p. pyrrhula
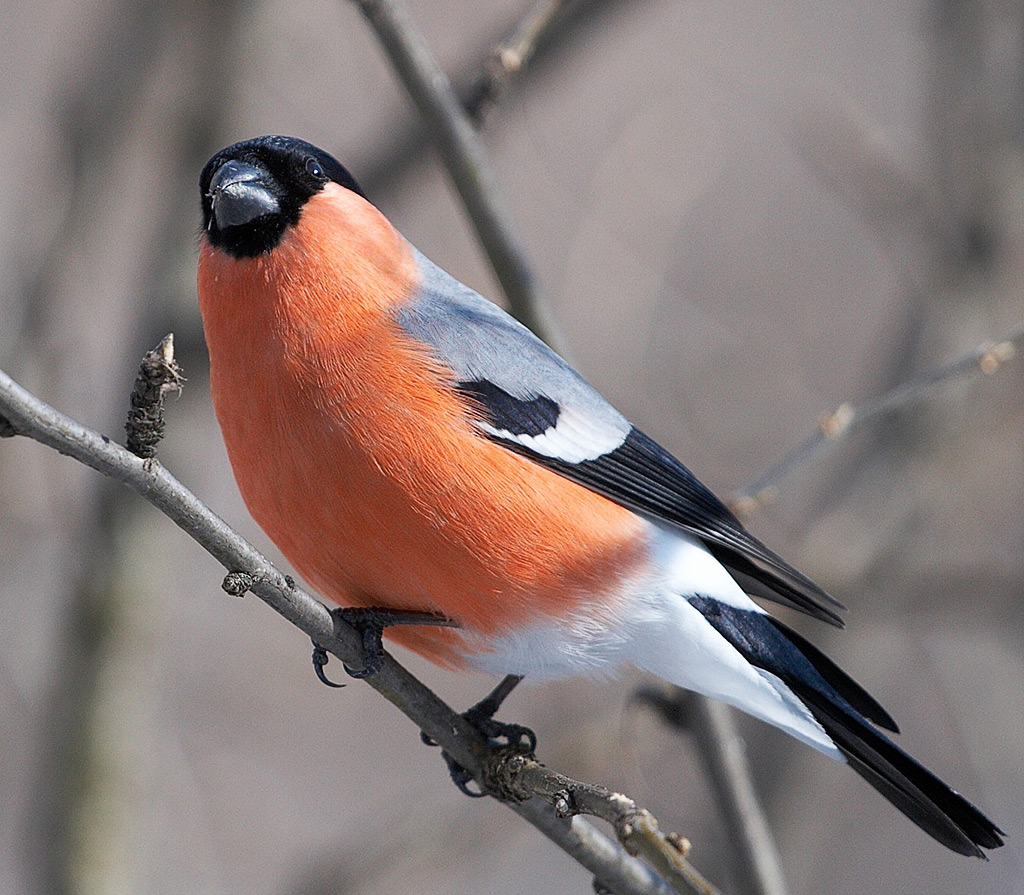
P. p. rosacea

## Galerij

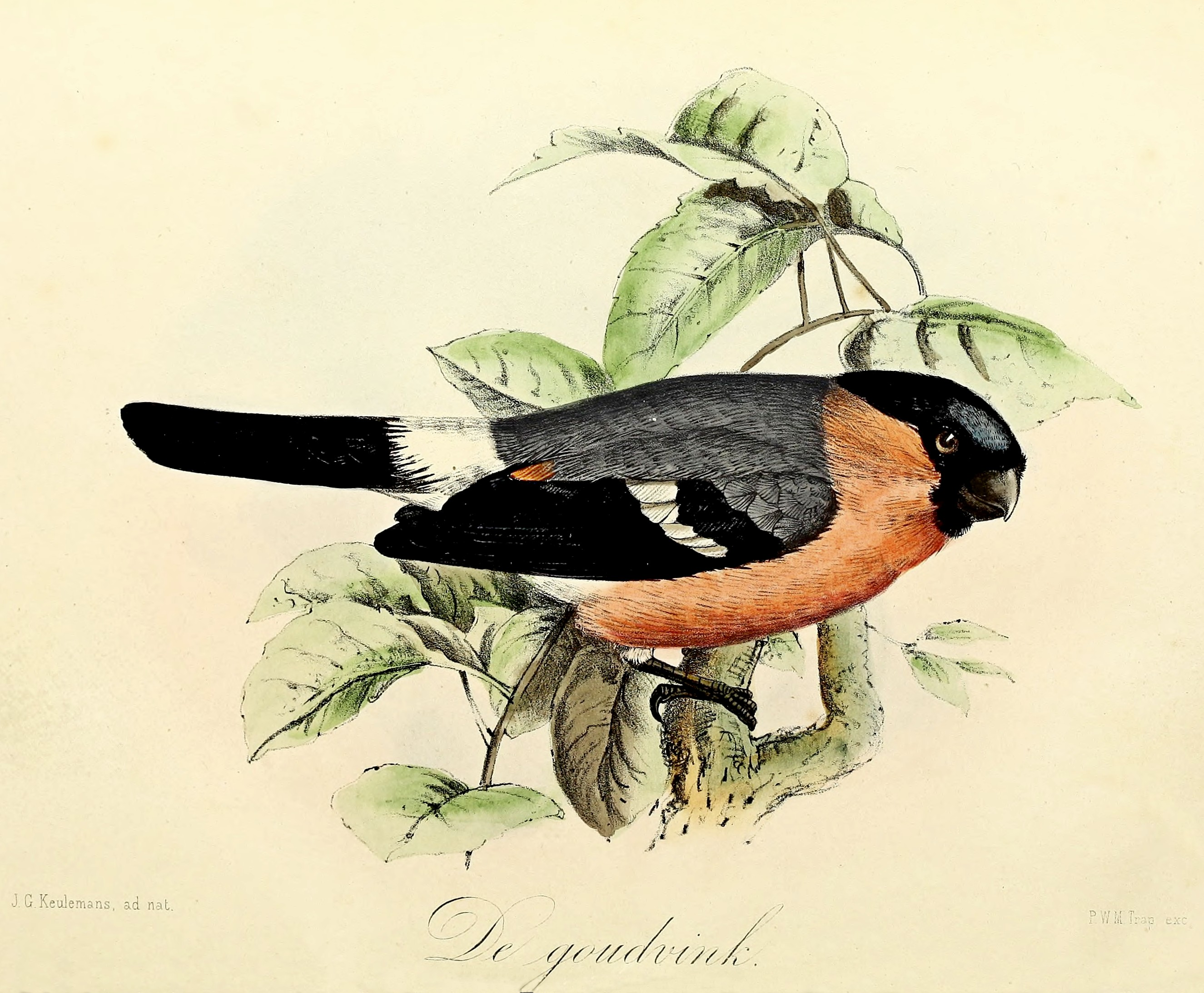
De Goudvink (1860), John Gerrard Keulemans